# زانادو (فیلم)
زانادو (به انگلیسی: Xanadu) فیلمی محصول سال ۱۹۸۰ و به کارگردانی رابرت گرینوالد است. در این فیلم بازیگرانی همچون الیویا نیوتن جان، جین کلی، مایکل بک، آیرا نیوبورن، ویلفرید هاید-وایت، کورال براون ایفای نقش کرده‌اند.